# Richard Lewis (Bischof von St Edmundsbury und Ipswich)
John Hubert Richard Lewis (* 10. Dezember 1943; † 19. September 2020) war ein britischer anglikanischer Theologe. Er war von 1997 bis 2007 Bischof der Diözese St. Edmundsbury und Ipswich in der Church of England.

## Leben
Lewis besuchte das Radley College und studierte am King’s College London. Zur Vorbereitung auf sein Priesteramt studierte er Theologie am St Boniface College in Warminster. 1967 wurde er zum Diakon geweiht; 1968 folgte die Priesterweihe. Seine Priesterlaufbahn begann er von 1967 bis 1970 als Vikar (Curate) in Hexham, bei Newcastle-upon-Tyne. Von 1970 bis 1977 war er als „Industrial Chaplain“ (Werkskaplan) tätig. Von 1977 bis 1982 war er als „Communications Officer“ in Durham tätig. Von 1982 bis 1987 war er „Chaplain for Agriculture“ in Hereford. Von 1987 bis 1992 war er Archidiakon (Archdeacon) von Ludlow (Archdeacon of Ludlow). 1992 wurde er zum Bischof geweiht. Von 1992 bis 1997 war er als „Bischof von Taunton“ Suffraganbischof in der Diözese Bath und Wells. 1997 wurde er, als Nachfolger von John Dennis, der 9. Bischof von St. Edmundsbury & Ipswich. 2007 ging er in den Ruhestand. Sein Nachfolger als Bischof von St Edmundsbury und Ipswich wurde Nigel Stock.
Lewis gehörte in seiner Eigenschaft als Bischof von St Edmundsbury und Ipswich von Januar 2002 bis Ende Juli 2007 bis zu seinem Ruhestand als Bischof von St Edmundsbury und Ipswich als Geistlicher Lord dem House of Lords an.